# Eutrofização

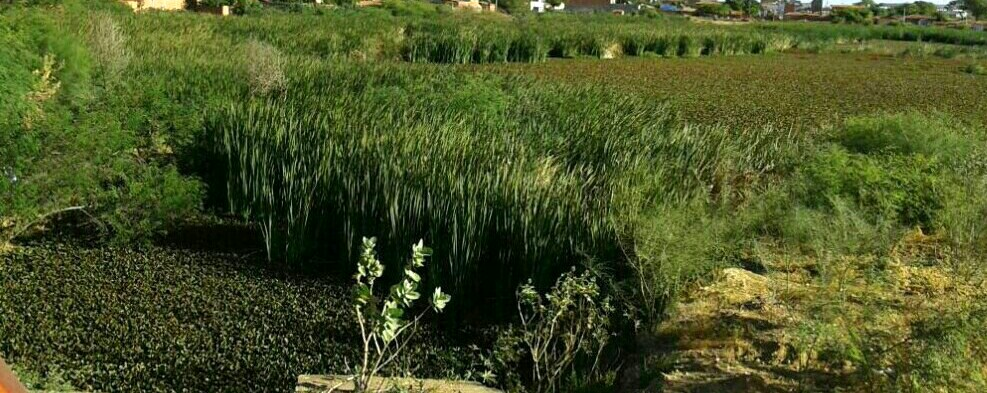
Crescimento excessivo de plantas aquáticas. Despejo de esgoto doméstico é a principal causa de eutrofização neste caso

A eutrofização ou eutroficação (do grego eutrofos, "bem nutrido") ocorre quando um corpo de água recebe uma grande quantidade de efluentes com matéria orgânica enriquecida com minerais e nutrientes que induzem o crescimento excessivo de algas e plantas aquáticas. Este processo é frequentemente induzido pelo despejo de resíduos líquidos oriundos de atividades de origem humana, sobretudo domésticas e industriais, resultando na descarga de nitrato ou fosfato contendo detergentes, fertilizantes ou esgoto em um sistema aquático. Este processo pode resultar em esgotamento do oxigênio do corpo d'água após a degradação bacteriana das algas.
Em virtude de serem lançados grandes quantidade de matéria orgânica tóxicas em corpos de água, a eutrofização causa muitas vezes sérios impactos ambientais. Um exemplo é uma "proliferação de algas" ou grande aumento do fitoplâncton em uma lagoa, lago, rio ou zona costeira como resposta ao aumento dos níveis de nutrientes.
Além de afetar sobretudo corpos de água parados (lagos, represas, açudes) e rios, pode também ocorrer em ambientes marinhos, porém com uma menor frequência pois as condições ambientais são menos favoráveis. No ambiente aquático, de maneira geral, as plantas são classificadas de acordo a sua capacidade de deslocamento: existem aquelas que se movem passivamente na água, arrastadas pelas ondas e correntes marinhas, são as aquáticas planctônicas (fitoplâncton, cianobactérias, plantas flutuantes), e as que se encontram fixas (plantas enraizadas e organismos aderidos, algas bênticas).
A eutrofização de corpos de água parados tornou-se um problema global de poluição da água. Clorofila-a, nitrogênio total, fósforo total, demanda biológica ou química de oxigênio e profundidade de secchi são os principais indicadores para avaliar o nível de eutrofização dessas águas. A meta 14.1 do Objetivo de Desenvolvimento Sustentável 14 é evitar todas as formas de poluição marinha, incluindo a poluição por nutrientes que é a eutrofização.

## Mecanismo de eutrofização
A eutrofização consiste na sucessão gradativa de um estágio de vida aquática para outro, ocasionado pelo grande acúmulo de nutrientes e a alta produção de biomassa dentro dos corpos d'água, o que acarreta diversos problemas, como: forte odor em razão da sequente decomposição anaeróbica, diminuição na penetração de luz, alterações na cor e turbidez da água, florescimento excessivo que provoca a deterioração no ecossistema aquático, diminuição na concentração de oxigênio dissolvido, mudanças na produtividade, na biota e na sobrevivência da fauna aquática superior; além dos diversos danos para o turismo, abastecimento público, navegação e funcionamento das hidrelétricas.

### Níveis de Eutrofização
O nível de eutrofização está relacionado com as formas de ocupação de uma bacia hidrográfica. Sendo assim, quanto mais interferência antrópica existir, maiores são as chances de gerar a eutrofização dos corpos d´água.
- Regiões de matas e florestas (baixa ocupação antrópica da bacia hidrográfica): Um lago ou uma represa localizado em uma bacia de drenagem preenchida por matas e florestas, possui uma baixa produtividade, ou seja, existe pouca atividade biológica de produção no mesmo. Na bacia hidrográfica, a maior parte dos nutrientes é retida dentro de um ciclo quase fechado. As plantas, ao morrerem e caírem no solo sofrem decomposição, liberando nutrientes. Numa região de matas e florestas, a capacidade de infiltração da água de chuva no solo é elevada, em consequência há a lixiviação dos nutrientes pelo solo, onde são absorvidos pelas raízes das plantas, voltando a fazer parte da sua composição e fechando, desta forma, o ciclo. O aporte de nutrientes ao corpo d’água é reduzido. Pode-se considerar que o corpo d’água apresenta ainda um nível trófico bem incipiente.[8]
- Ocupações por agricultura: A retirada da mata ciliar para a introdução da agricultura e pastagens é um dos principais problemas de degradação da qualidade da água. Percebe-se que com a redução da vegetação ciliar, o ciclo hidrológico é interrompido e a infiltração é prejudicada, como consequência, aumenta-se o escoamento superficial tornando o corpo d`água vulnerável à drenagem de poluentes. O agricultor, com o intuito de suprir a ausência de nutrientes das matas ciliares removidas, além também de tentar maximizar a produção de alimentos, adiciona quantidades elevadas de fertilizantes artificiais, como o NPK (com elevados teores de nitrogênio, fósforo e potássio), que podem escoar para dentro dos corpos d`água durante os períodos de chuva.[8]
- Ocupações urbanas ao longo da bacia hidrográfica: As ocupações desordenadas, urbanas e industriais, ao longo da bacia hidrográfica, geram consequências extremas para os recursos hídricos. Estas ocupações, assim como ocorrem nas áreas rurais, iniciam com a remoção das matas ciliares deixando os recursos hídricos vulneráveis à entrada de poluentes. Dentre os principais impactos que ocorrem pode-se citar:[8]
- 1) Assoreamentos: quando ocorre a remoção da mata ciliar, o solo fica exposto às intempéries variadas como vento, chuva e a própria ação da água do lago ou represa. Além disso, a ausência da vegetação, juntamente com a pavimentação do solo, faz com que ocorra a redução da capacidade de infiltração do mesmo, aumentando o escoamento superficial e, consequentemente, a entrada excessiva de poluentes. Este solo exposto às diversas intempéries passa a escoar para dentro dos lagos vindo a sedimentar no fundo, causando o assoreamento. Se esta entrada de solo tornar-se constante, o assoreamento pode vir a reduzir o volume útil do corpo d’água.[8]
- 2) Drenagem pluvial: a drenagem urbana, que lava as cidades, transporta uma carga muito maior de nutrientes que os demais tipos de ocupação da bacia. Este aporte de nutrientes contribui para uma elevação no teor de algas na represa.[8]
- 3) Esgoto: Os esgotos dentre todas as interferências ao longo das bacias hidrográficas é o mais preocupante. Os esgotos contém fezes, urinas, restos alimentares além de detergentes que possuem excesso de nutrientes (N e P), potencializando ainda mais o processo de eutrofização das massas de água.[8]

### Graus de Trofia
Os corpos de água classificam-se de acordo o seu grau de eutrofização:
- Oligotrófico; baixa produtividade primária;(águas limpas não fertilizadas);
- Mesotrófico; com produtividade primária média;(águas moderadamente fertilizadas);
- Eutrófico; com elevada produtividade, acima do estado natural;(águas em pleno processo de eutrofização);
- Hipertrófico; com produtividades elevadas e muito acima do estado natural;(águas com estágio avançado de eutrofização).

### Eutrofização natural
A eutrofização é um processo natural de envelhecimento das massas de água (lagos, ou albufeiras) motivado pelo acúmulo de matéria de origem mineral ou orgânica trazidas por cursos de água e por águas drenantes da bacia hidrográfica. Consequentemente há uma evolução para o estado eutrófico, caracterizado por uma capacidade de produção biológica acima dos níveis normais . Os sucessivos depósitos vão assoreando e transformam-se em pântanos que evoluem para um ecossistema terrestre. Porém, para que este processo ocorra de forma natural são necessárias milhões de anos. 

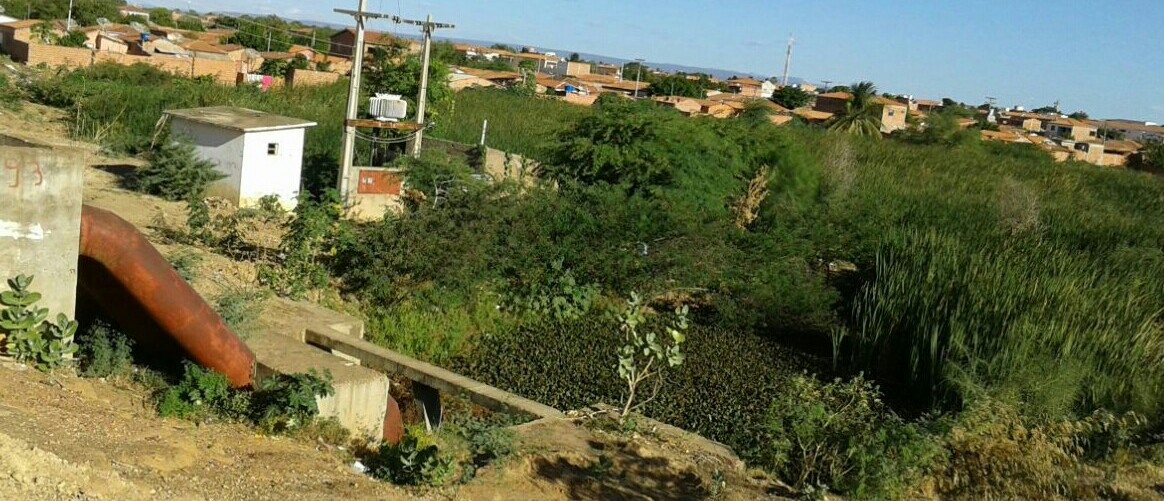
Lagoa eutrofizada devido a grande concentração de Fósforo e Nitrogênio.(Local de despejo de esgotos domésticos sem tratamento)

### Eutrofização cultural
Embora a eutrofização natural seja um processo lento ocorrido na natureza,pode ser acelerado(eutrofização cultural) através do lançamento de macronutrientes (N e P) advindos das atividades humanas, o que causa um enriquecimento das massas de água. A ação do homem intensifica de forma considerável os fenômenos naturais, gerando graves consequências. Dentre as ações antrópicas que mais contribuem para acelerar o processo de eutrofização destacam-se:
- Despejo de esgotos domésticos ou industrias sem tratamento;
- Desmatamento;
- Criação de áreas agrícolas;
- Destruição das matas ciliares;
- Industrialização;
- Implantação de cidades;
- Utilização excessiva de adubos e pesticidas;
- Obras hidráulicas que impliquem ao aumento do tempo de residência das massas de água.

## Consequências da Eutrofização
A eutrofização implica uma série de problemas, dentre eles destacam-se:
- Diminuição da balneabilidade das águas: Gerando dificuldades no trânsito de embarcações, redução na recreação em lagos e represas, devido ao crescimento excessivo de vegetação aquática e ao surgimento de insetos indesejáveis.[8]
- Condições anaeróbicas das águas: O excesso de matéria orgânica e demais nutrientes (N e P) aumenta a concentração de bactérias aeróbicas, estas, consumirão o oxigênio dissolvido (OD) das águas, esse consumo poderá levar à morte da biota aquática, além de gerar também odores desagradáveis devido à formação do gás sulfídrico (H2S). [8]
- Toxicidade pela amônia: A toxicidade da amônia é a outra possibilidade de morte à biota. Em condições de pH elevado (frequentes durante os períodos de elevada fotossíntese), a amônia apresenta-se em grande parte na forma livre (NH3), tóxica aos peixes, ao invés de na forma ionizada (NH4+), não tóxica. Em decorrência, lagos e represas podem apresentar modificações na qualidade e quantidade de peixes com valor comercial.[8]
- Abastecimento humano e dessedentação animal: Lagos eutrofizados têm a qualidade da água alterada e como consequência, ocorre uma elevação nos custos de tratamento para fim de abastecimento de água potável, devido o sabor e odor desagradáveis, entupimento de filtros e tubulações.[12] Pode haver também, rejeição do consumo por animais devido a possível secreção de algas tóxicas.[8]

### Lagos e reservatórios

1. O excesso de nutrientes é aplicado ao solo. 2. Alguns nutrientes lixiviam no solo onde podem permanecer por anos. Eventualmente, eles são drenados para o corpo de água. 3. Alguns nutrientes correm sobre o chão no corpo de água. 4. O excesso de nutrientes causa uma floração de algas. 5. A floração de algas bloqueia a luz do sol de atingir o fundo do corpo de água. 6. As plantas abaixo da floração de algas morrem porque não conseguem tirar a luz solar para fotossintetizar. 7. Eventualmente, a floração de algas morre e afunda no fundo do lago. As bactérias começam a decompor os restos, usando oxigênio para a respiração. 8. A decomposição faz com que a água se torne esgotada de oxigênio. Formas de vida maiores, como peixe, sufocam até a morte. Este corpo de água não pode mais suportar a vida

Como consequência da eutrofização, há o aumento no crescimento de plantas flutuantes microscópicas e algas, resultando na formação de uma densa forragem. Tal crescimento é resultado do processo de fotossíntese, por meio do qual as plantas produzem matéria orgânica e biomassa, utilizando os nutrientes (nitrogênio, fósforo e outros) do solo e da água. Nesse procedimento, a luz atua como fonte de energia e o dióxido de carbono dissolvido na água, como fonte de carbono, como resultado, o oxigênio também é produzido. Quando as plantas morrem, estas se decompõem em razão das atividades de micro-organismos que convertem os nutrientes contidos na matéria orgânica em forma inorgânica, este processo consome oxigênio e consequentemente há a redução na concentração de oxigênio dissolvido. As plantas que crescem durante a primavera e verão morrem no outono e se sedimentam no fundo, onde se decompõem. Durante a primavera e o verão, os lagos e reservatórios são frequentemente supersaturados de oxigênio devido à presença de plantas, porém, o oxigênio em excesso é liberado para a atmosfera, não permanecendo disponível por muito tempo para decompor a matéria orgânica, gerando a depleção de oxigênio ou anóxia (falta de oxigênio na água) nas camadas mais profundas dos lagos, particularmente no outono.
O perfil vertical da temperatura de lagos e reservatórios varia com as estações do ano.Tal variação afeta a densidade da água e, em decorrência, a capacidade de mistura e estratificação do corpo d'água. Durante os períodos quentes, a temperatura na camada superficial é bem mais elevada do que a temperatura do fundo, devido a radiação solar. Consequentemente, a densidade da água superficial torna-se inferior a densidade da camada do fundo, fazendo com haja camadas distintas nos corpos d'água:
- Epilímnio: camada superior, mais quente, menos densa e com maior circulação;
- Termoclina: zona de transição entre a camada superficial e a profunda, possui fraca espessura e rápida variação de temperatura;
- Hipolímnio: camada inferior, mais fria, mais densa e com maior estagnação;

A depleção de oxigênio frequentemente ocasiona completa desoxigenação ou anóxia nas regiões mais profundas dos lagos ou reservatórios, uma vez que o oxigênio se dissolve muito fracamente na água. Tais condições geram a morte de muitos peixes e invertebrados. Além disso, a amônia e o gás sulfídrico que se originam da atividade bacteriana podem ser liberados dos sedimentos sob condições de anóxia, e suas concentrações podem elevar-se a níveis que afetam adversamente plantas e animais, uma vez que conseguem atuar como gases venenosos. Alguns tipos particulares de algas se desenvolvem em lagos e reservatórios muito enriquecidos com nutrientes (algas verde-azuis ou cianobactérias), liberando na água toxinas altamente poderosas que são venenosas mesmo em concentrações muito baixas. Algumas dessas toxinas produzem efeitos negativos no fígado de animais em concentrações mínimas, podendo ocasionar a morte destes e de seres humanos quando ingeridas em água potável contaminada em altas concentrações.

### Águas do Oceano
Os fertilizantes em escoamentos agrícolas e de águas pluviais e os esgotos, são as principais fontes antrópicas de nitrato, fosfato e outros nutrientes para o ambiente marinho. A entrada na atmosfera dos produtos oriundos da queima de combustíveis fosseis, é outra importante fonte de nitrogênio, a maior, na verdade , para o oceano aberto. As descargas antrópicas de nitrogênio nos oceanos, já ultrapassaram as naturais. A eutrofização é essencialmente um problema das águas costeiras, principalmente em áreas com águas rasas, parcialmente fechadas. A eutrofização pode danificar habitats importantes, como bancos de águas e recifes de corais, por causar um aumento crônico na abundância do fitoplâncton, reduzir a penetração da luz do sol até o fundo e acelerar o crescimento de algas que cobrem essa região. A poluição costeira também pode ser a causa frequente das marés vermelhas.

##### Maré Vermelha
Caracterizado por provocar manchas vermelhas, alaranjadas, amarelas ou marrons na água, causadas por microalgas em aglomeração, é um processo no qual ocorre a floração de pequenas algas chamadas dinoflagelados, que representa um dos grupos mais abundantes no plâncton marinho, é uma das principais causas da maré vermelha, podendo estar presentes neste evento outros micro-organismos , como as cianobactérias e diatomáceas.
Fatores como a temperatura, luminosidade e salinidade associados a níveis de nutrientes dissolvidos no mar (matéria orgânica), contribuem para que haja uma proliferação excessiva dos dinoflagelados, formando as manchas na água características deste fenômeno. O aumento deste fenômeno, segundo pesquisas, em termos de quantidade, intensidade e dispersão geográfica, está relacionado à poluição e ao processo de eutrofização das águas marinhas.
A maré vermelha causa muitos malefícios aos habitantes marinhos e ao homem. As algas produzem e liberam toxinas que envenenam as águas, provocando a morte de peixes e em consequência diminuindo a atividade pesqueira. Também pode ocorrer o envenenamento de forma indireta. Alguns moluscos, como os mexilhões, não são afetados diretamente por estas toxinas, porém, podem acumular estas algas em seus corpos, por possuírem como característica filtrar a água do mar e dela extrai seu alimento. Assim, intoxica outros animais como os pássaros, mamíferos marinhos e também seres humanos que se alimentam destes moluscos. Ao ingerir um molusco intoxicado, o ser humano pode desenvolver uma paralisia por envenenamento diarreico ou envenenamento amnésico. A luminosidade no mar também é comprometida, devido ao bloqueio efetuado por camadas de algas, diminuindo a oxigenação da água e comprometendo a vida da fauna aquática.

## Processos de controle da eutrofização
As estratégias para a recuperação de área eutrofizadas podem ser obtidas através de medidas preventivas e corretivas. As preventivas são medidas aplicadas diretamente na bacia hidrográfica. Já as medidas corretivas caracterizam-se por serem ações diretas no lago ou represa. As ações preventivas devem prevalecer em relação às estratégias corretivas, pois são usualmente mais baratas e eficazes.

### Medidas preventivas
Compreendem a redução do aporte de fósforo através de atuação nas fontes externas, podem incluir estratégias relacionadas aos esgotos ou à drenagem pluvial.

#### Controle dos esgotos
Uma primeira forma preventiva para reduzir a geração de efluentes contendo N e P é a aplicação do tratamento de esgotos em nível terciário, que visa criar um polimento no esgoto após o tratamento secundário. Além do tratamento terciário, o tratamento secundário convencional dos esgotos somente poderá ser possível desde que o lançamento seja à jusante da represa, de preferência em um curso d`água lótico, que possa favorecer o processo de autodepuração. Outra forma de conter os esgotos que possuem uma carga significativa de N e P e que podem causar a eutrofização de lagos e represas é a exportação destes efluentes para outras bacias hidrográficas, que possuam águas mais lóticas e, desta forma, sejam menos suscetíveis à eutrofização. Por último, o tratamento de efluentes seguido de lançamento controlado no solo, pode ser uma alternativa para o uso de N e P como fertilizantes.

#### Controle da drenagem urbana
Ainda com relação às formas preventivas, que visam ações diretas na bacia hidrográfica, pode-se destacar primeiro o controle de uso e ocupação do solo, evitando a intervenção antrópica (agricultura, pecuária e ocupações urbanas) próximos às margens. Além disso, a recuperação de matas ciliares através das definições impostas pelo código florestal brasileiro (Lei 4775 de 1965 e suas alterações) pode contribuir para a redução do processo de eutrofização dos corpos d`água.

### Medidas corretivas
As medidas corretivas podem ser realizadas mediante o uso de processo mecânicos, químicos ou biológicos. A redução dos aportes de fósforo, por meio do melhor manejo do uso do fertilizante, pode ser combinada com uma intervenção, como um tratamento químico para imobilizar fósforo no sedimento.

#### Processos mecânicos
- Aeração: Tem como finalidade oxigenar os corpos d`água, e desta forma, recuperar as condições aeróbicas.
- Desestratificação: Consiste em realizar a injeção de ar comprimido ou oxigênio nas águas (camadas mais profundas) favorecendo a circulação de todo o corpo d`água.
- Remoção dos sedimentos: Realização da dragagem para a remoção das camadas superficiais do sedimento.
- Cobertura dos sedimentos: Realizada a cobertura do sedimento com material plástico. Medida utilizada para impedir a liberação de nutrientes das camadas mais profundas.
- Retirada de águas profundas: Substituição das águas profundas por águas de camadas superiores, mais ricas em oxigênio, reduzindo o acúmulo de nutrientes no hipolímnio.
- Remoção de macrófitas: Remoção por processos naturais.
- Sombreamento: Arborização, proteção com anteparos, aplicação de material sobrenadante com o objetivo de reduzir a incidência da luz solar.[8]

#### Processos químicos
- Oxidação do sedimento com nitratos: Eficiente para a redução do problema de fertilização interna. Impede a redução excessiva de nutrientes das águas profundas.
- Neutralização: Aplicação de cal para a desinfecção do sedimento e neutralização de lagos acidificados. [8]

#### Processos biológicos
- Biomanipulação: Tem como objetivo diminuir a densidade de fitoplâncton e aumentar a transparência da água, porém, via aumento no pastejo por zooplâncton resultante da redução ativa da biomassa de peixes zooplanctívoros (por meio de sua pesca ou aumentando a biomassa de piscívoros). O resultado é o mesmo, mas o processo é um controle de cima-para-baixo na cascata de uma teia alimentar.[16]

### Manejo da eutrofização nos oceanos
A única forma de minimizar problemas nos oceanos do mundo é por meio do manejo cuidadoso das áreas de captação terrestre, para reduzir o escoamento de nutrientes, e por meio do tratamento dos resíduos para remover nutrientes antes do descarte. As zonas de vegetação entre a água e a terra, como áreas úmidas (consistindo de pântanos, canais e poças) e matas ciliares ao longo das margens dos cursos d'água, podem ser particularmente benéficas, pois as plantas e os micro- organismos removem parte dos nutrientes dissolvidos à medida que eles filtram através do solo. Portanto, a zona ripária fornece um serviço ecossistêmico regulador.